# Ziarnojadek grubodzioby
Ziarnojadek grubodzioby, ryżołusk grubodzioby (Sporophila crassirostris) – gatunek małego ptaka z rodziny tanagrowatych (Thraupidae). Występuje w północnej części Ameryki Południowej. Gatunek najmniejszej troski.

## Systematyka
Gatunek ten jako pierwszy opisał Johann Friedrich Gmelin w 1789 roku. Wyróżnia się 2 podgatunki: Sporophila crassirostris occidentalis i Sporophila crassirostris crassirostris.

## Morfologia
Samiec ma całkowicie czarne upierzenie, oprócz małego białego lusterka; ma białawy lub srebrzysty dziób. Samica jest brązowa z ciemnym dziobem.
Długość ciała 14–14,5 cm. Masa ciała: podgatunek crassirostris 20–22 g, podgatunek occidentalis 22–28 g.

## Występowanie i środowisko
Ziarnojadek grubodzioby występuje lokalnie i nielicznie na łąkach, mokradłach, bagnach i formacji scrub. Występuje na obszarach występowania bambusa do wysokości 700 m n.p.m. Obecnie znany jest ze stanowisk w Brazylii, Kolumbii, Ekwadorze, Gujanie Francuskiej, Gujanie, Surinamie, Peru, Trynidadzie i Tobago oraz Wenezueli.

## Status i ochrona
W Czerwonej księdze gatunków zagrożonych IUCN ziarnojadek grubodzioby od 2000 roku klasyfikowany jest jako gatunek najmniejszej troski (LC, Least Concern); wcześniej, od 1988 roku uznawano go za gatunek bliski zagrożenia (NT, Near Threatened). Liczebność populacji nie została określona, ale ptak ten opisywany jest jako rzadki i rozmieszczony plamowo. Szacuje się, że populacja systematycznie maleje z powodu zawężania się i zanikania jego naturalnego siedliska oraz wyłapywania w celach handlu ptakami (to ostatnie nie dotyczy Kolumbii).